# 저미어 젱킨스

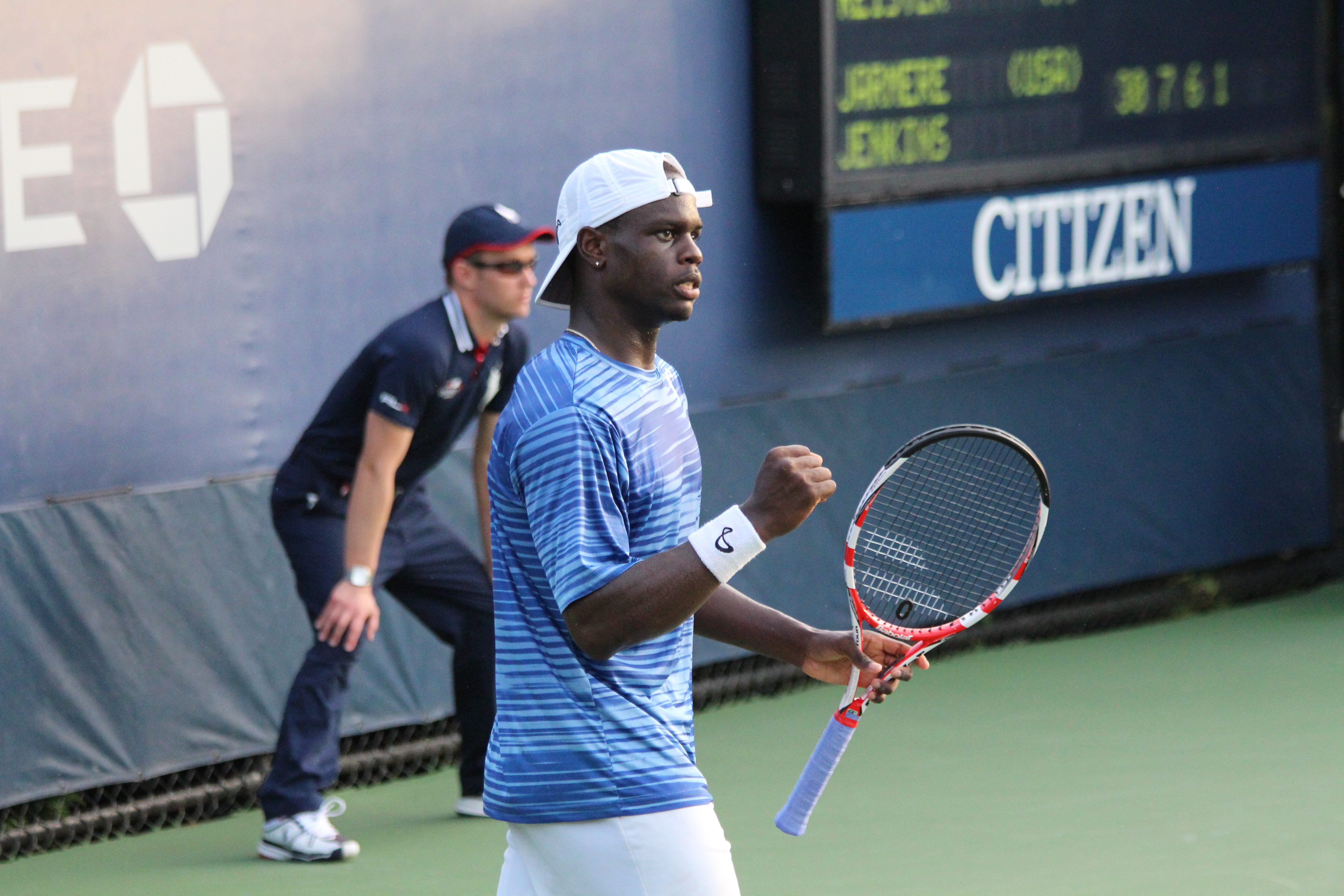

저미어 젱킨스(영어: Jarmere Jenkins, 1990년 11월 25일 ~ )는 미국의 테니스 선수이다. 2013년 전미 대학 테니스 연합 올해의 선수이다.